# Harry Mathias
Harry Mathias (* 1944 oder 1945) ist ein US-amerikanischer Kameramann, Filmproduzent, Autor und Filmschaffender, der 1980 gemeinsam mit Larry Hankin und Jay Zuckerman für und mit dem Kurzfilm Solly’s Diner für einen Oscar nominiert war.

## Biografie
Harry Mathias hat eine klassische Ausbildung als Kameramann und Beleuchter durchlaufen. Zudem ist er Ingenieur. Er gilt als Pionier des digitalen Films und ist Inhaber von drei Patenten und hat weitere angemeldet. Mathias ist Mitglied der Society of Motion Picture and Television Engineers (SMPTE) und Gründungsmitglied des amerikanischen Komitees für HDTV-Produktions- und Digital Cinema-Standards. An der Universität für Kunst und Design in Santa Fe ist er Professor und hat einen Lehrstuhl für Kino, ebenso wie an der University of California, Los Angeles (UCLA), an der American University (AU), der USC School of Cinematic Arts, dem American Film Institute sowie am Schwedischen Film Institute. Bei all diesen Tätigkeiten geht es ihm darum, seine Leidenschaft für seinen Beruf an eine nächste Generation von Kameramännern weiterzugeben, wozu auch weltweite Vorträge und Seminare über Filmtechnologie und digitales Kino zählen.
Mathias ist zudem Buchautor und legte 1985 mit The Death & Rebirth of Cinema. Mastering the Art of Cinematography in the Digital Cinema Age sein viertes Buch vor.  Er betätigte sich auch als Designberater bei einigen der weltweit größten Kamerunternehmen, die er in Bezug auf Film- und Digital-Kameras beriet.
Zu seinen Filmarbeiten gehören Dramen, Komödien, Action- und Spezialeffektfilme, zudem Dokumentarfilme, Musikvideos, auch Werbespots und etliche Filme fürs Fernsehen. Für seine 1980 produzierte Kurzfilmkomödie Solly’s Diner, in der ein Obdachloser sich ein Frühstück erschleichen will, notfalls mit Waffengewalt, wurde Mathias zusammen mit Larry Hankin, der Regie führte und ebenfalls als Produzent auftrat, sowie Jay Zuckerman, der auch an der Produktion beteiligt war, für einen Oscar nominiert, der jedoch an Ron Ellis und Sarah Pillsbury und deren Film Board and Care ging. Der Film zeigt ein am Down-Syndrom leidendes junges Paar, das davon träumt, miteinander zu leben. Bei der Literaturverfilmung Der Stoff, aus dem die Helden sind (1983) von Philip Kaufman, der die Geschichte der amerikanischen Luft- und Raumfahrt vom Beginn des Überschallflugs bis zum Ende des Mercury-Programms zum Inhalt hat, führte Mathias die Steadicam. Ein weiterer Film von Mathias, für den er hinter der Kamera stand, ist der Horror-Science-Fiction-Film Creature – Die dunkle Macht der Finsternis von William Malone. Astronauten stoßen dort auf ein seit 200 Jahren verschollenes Raumschiff, das von einer schleimigen Kreatur vereinnahmt worden ist und die Mannschaftsmitglieder nach und nach dezimiert.
Mit David Twohy arbeitete Mathias 1992 in dessen Mystery-Science-Fiction-Film Timescape mit Jeff Daniels und Ariana Richards in den Hauptrollen zusammen. In dem Horror-Spektakel geht es um eine geheimnisvolle Reisegruppe, die aus Zeitreisenden besteht, die tödliche Katastrophen aufspüren wollen. In dem Drama Das Kind einer anderen (1994) geht es um ein kurz nach der Geburt vertauschtes Kind und der Suche nach dem eigenen Kind. Ein ähnliches Thema hatte der Thriller Entführt und Vergraben (1995) zum Thema, diesmal ging es um ein Kind, das verschleppt und in einem Lüftungsrohr im Boden vergraben worden ist. In beiden Filmen stand Mathias hinter der Kamera.

## Filmografie (Auswahl)
– als Kameramann, wenn nicht anders angegeben –
- 1974: The Lord of the Universe (Fernseh-Filmdokumentation)
- 1980: The Steve Allen Comedy Hour (Fernsehserie, Folge Donald O’Connor, Martin Mull, Joey Forman)
- 1980: Solly’s Diner (Kurzfilm; auch Produzent und Schnitt)
- 1983: Der Stoff aus dem die Helden sind (nur an der Steadicam)
- 1985: Creature – Die dunkle Macht der Finsternis (Creature)
- 1986: My Chauffeur – Mit Vollgas ins Ehebett (My Chauffeur)
- 1986: Kids-Sing-a-Long: U.S.S. Songboat (Kurzvideo)
- 1987: Die Zeitfalle (Timestalkers; Fernsehfilm)
- 1987: Chaos im Camp (Ernest Goes to Camp)
- 1989: Brenda’s Combat Boots (Fernsehfilm)
- 1989: Beverly Hills Brat
- 1989: Dream Date (Fernsehfilm)
- 1989: Phantom Nightmare – Phantom des Todes (Phantom of the Mall: Eric’s Revenge)
- 1991: Timescape
- 1992: Hilfe, Mami dreht durch! (Unbecoming Age)
- 1994: Das Kind einer anderen (Someone’s Elses Child)
- 1994: Trügerische Liebe (Betrayed by Love; Fernsehfilm)
- 1994: Der Kuss des Skorpions (Fatal Vows: The Alexandra O’Hara Story; Fernsehfilm)
- 1995: Entführt und vergraben (A Child Is Missing; Fernsehfilm)
- 2012: Bad Bargain (Video-Kurzfilm)
- 2014: Five Leaves Left (Kurzfilm)
- 2015: Report on the Fourth Instance of Redacted (Kurzfilm; nur ausführender Produzent)

## Auszeichnung
- Oscarverleihung 1980: Oscarnominierung für und mit dem Kurzfilm Solly’s Diner
in der Kategorie „Bester Kurzfilm“ gemeinsam mit Larry Hankin und Jay Zuckerman